# Menifee
För countyt, se Menifee County.
Menifee är en stad (city) i Riverside County, i delstaten Kalifornien, USA. Enligt United States Census Bureau har staden en folkmängd på 79 312 invånare (2011) och en landarea på 120 km².
Menifee gick samman 2008 till en gemensam stad med Quail Valley och Sun City. Den svensk-amerikanska skådespelerskan Anna Q. Nilsson avled i Sun City 1974.